# Hôtel de Chanlas

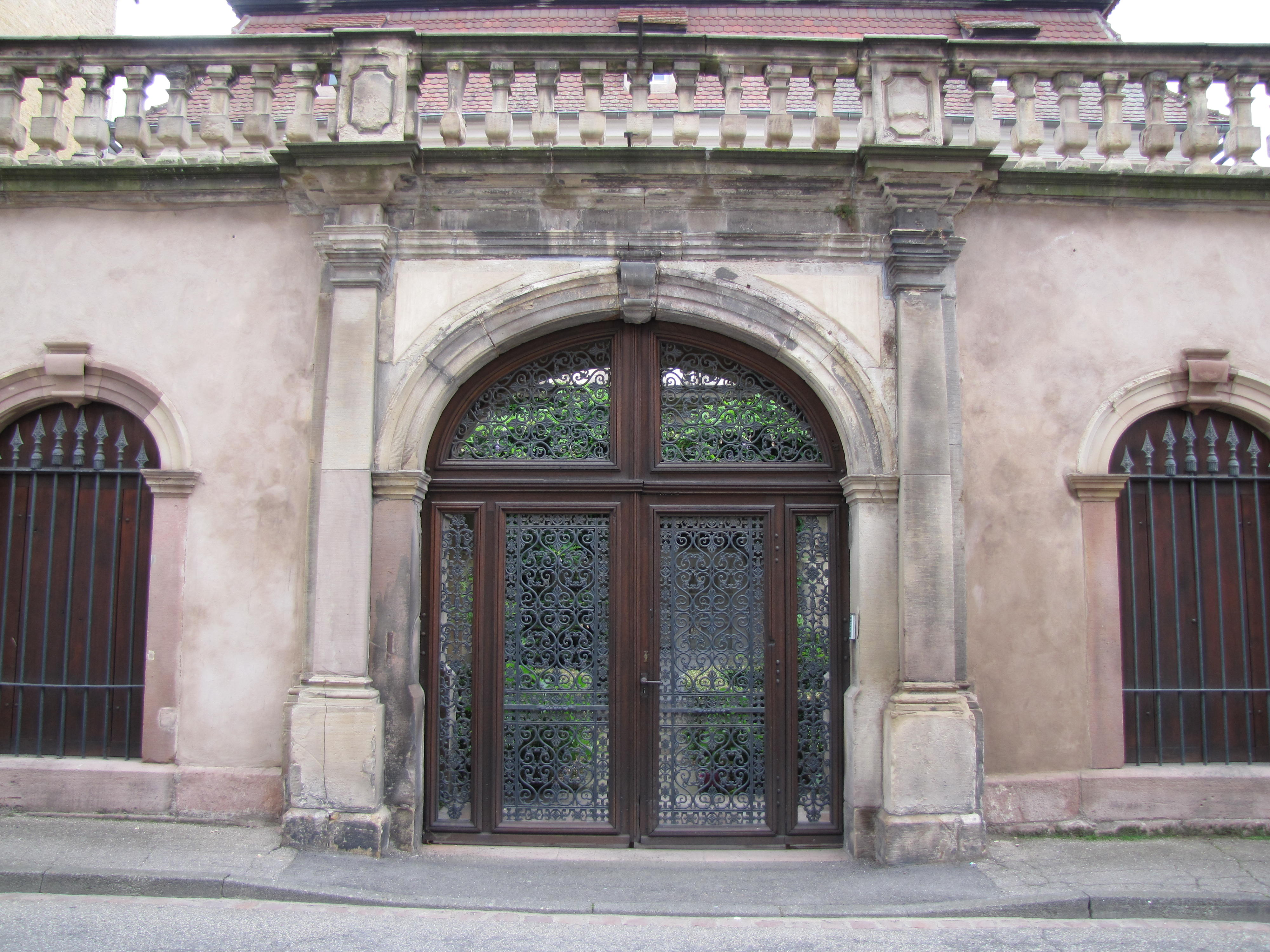
Eingang zum Hôtel de Chanlas

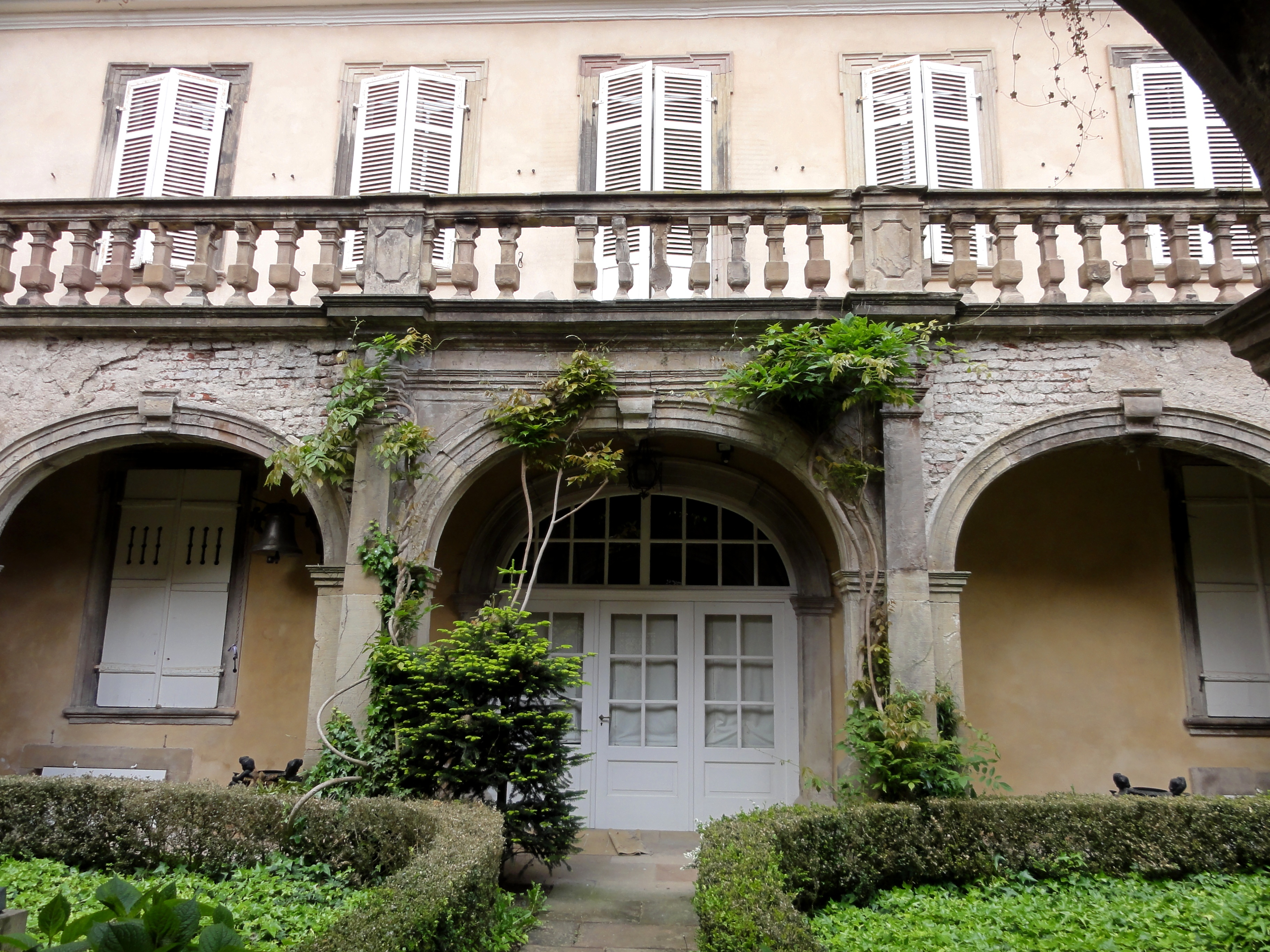
Hofseite

Das Hôtel de Chanlas in Schlettstadt, einer französischen Stadt im Département Bas-Rhin in der Region Grand Est, wurde in der ersten Hälfte des 18. Jahrhunderts errichtet. Das Hôtel particulier an der Rue des Franciscains Nr. 1 ist seit 1983 als Monument historique klassifiziert.
Das Hôtel de Chanlas wurde nach François Anne de Bazin, baron de Chanlas, benannt. Während das Hauptgebäude in der ersten Hälfte des 18. Jahrhunderts errichtet wurde, wurden die Nebengebäude, d. h. die Scheuer und der Pferdestall u. a., Ende des 18. bzw. im 19. Jahrhundert erbaut.
Der Corps de logis besteht aus Bruch- und Ziegelstein. Der zweigeschossige Bau besitzt ein Rundbogenportal, das von Pilastern gerahmt wird. An der Hofseite tragen Rundbögen den Balkon. Die Steintreppe im Inneren wird von Balustern begrenzt.